# Weinbau in Kanada

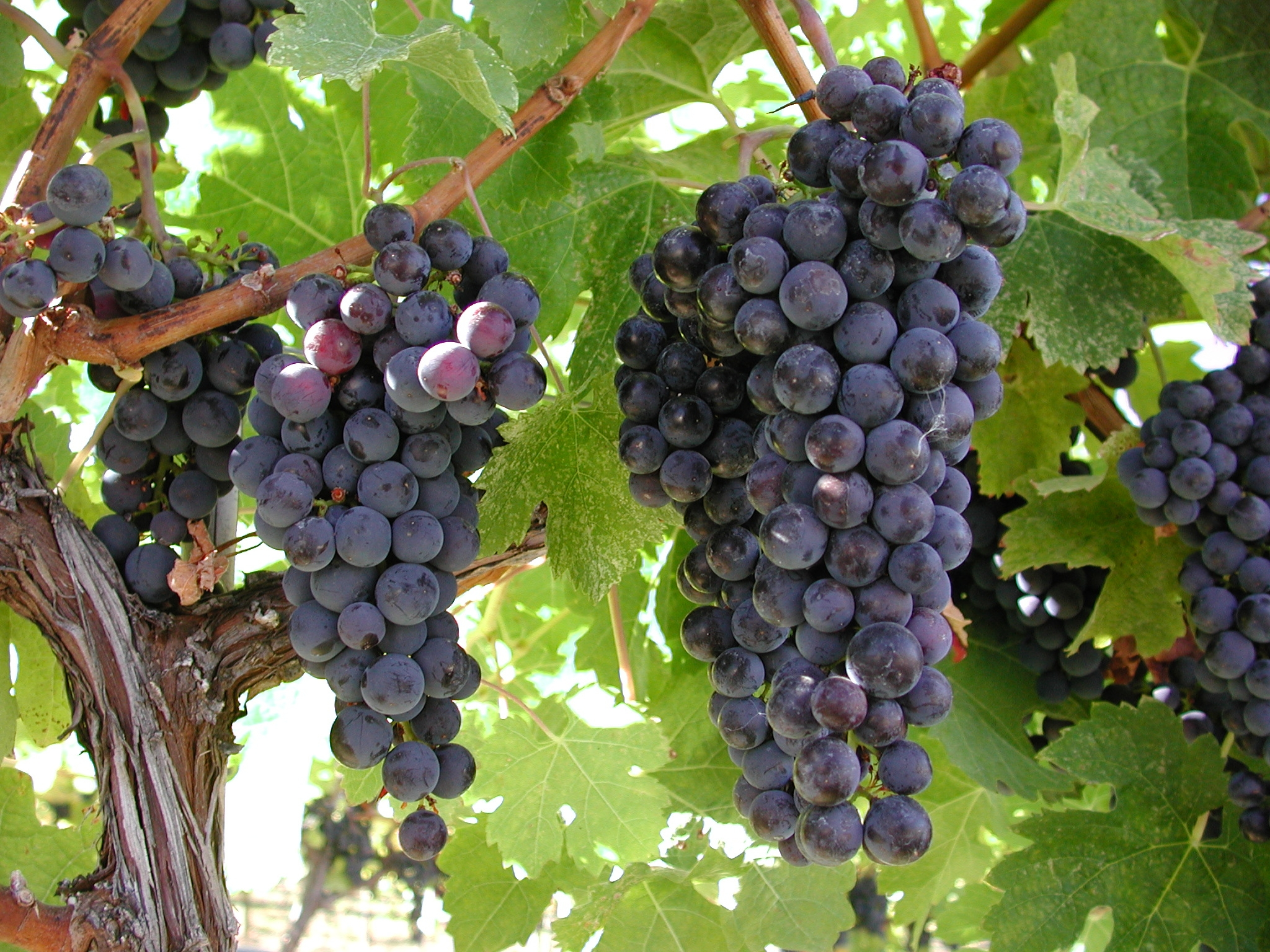
Weintrauben in British Columbia

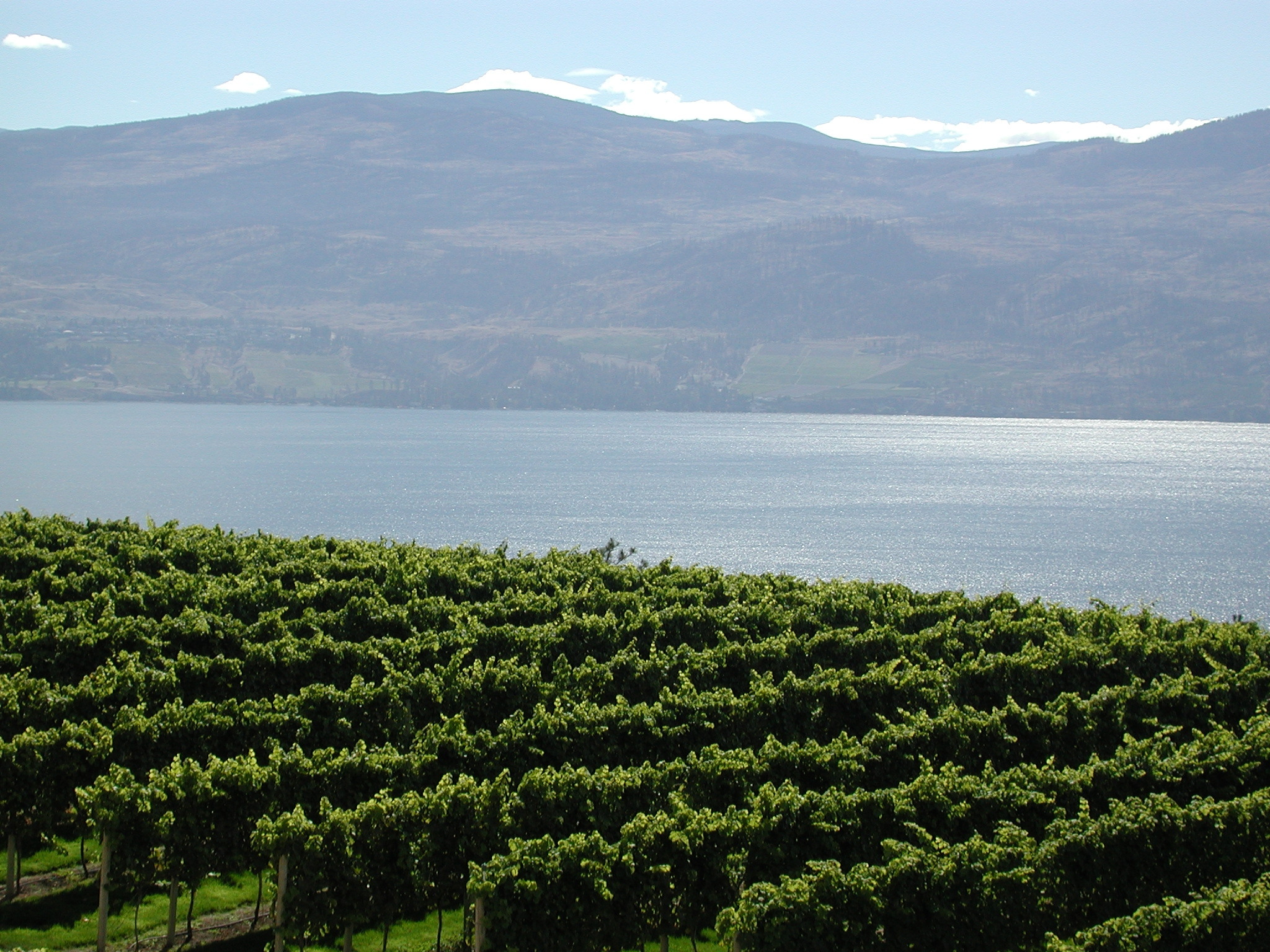
Weinhänge am Lake Okanagan in British Columbia

Der Weinanbau in Kanada wird etwa seit dem 19. Jahrhundert in vier der zehn Provinzen Kanadas betrieben. Auf etwa 9.580 Hektar werden rund 990.000 Hektoliter Wein produziert. Die Hauptanbaugebiete liegen in den Provinzen Nova Scotia, Québec, Ontario und British Columbia. Darüber hinaus wird auch in New Brunswick und Prince Edward Island vereinzelt kommerzieller Weinanbau betrieben.

## Geschichte

### Die Legende von Vinland
Nach der Kolonisierung von Island und Grönland durch die Normannen aus Skandinavien wurde um das Jahr 1000 durch Zufall Vinland, das Weinland, entdeckt. Gemäß der isländischen Saga beschloss Leif Eriksson, Sohn Eriks des Roten, die Erkundung des neu entdeckten Gebiets. Man fand dort Weizen, Wildreben, Wild und Fisch. Das Land war fast frostfrei. Wo genau Vinland lag, lässt sich nicht mehr zurückverfolgen; sehr wahrscheinlich lag es jedoch an der Ostküste Kanadas. Ausgrabungsfunden zufolge könnte es möglicherweise bei L’Anse aux Meadows gelegen haben. Um 1075 berichtete Adam von Bremen in seiner Geschichte Gesta Hammaburgensis ecclesiae pontificum, dass der König von Dänemark, Sven Estridsson, ihm von ausgezeichnetem Wein aus Vinland erzählte. Möglicherweise waren die Nordmänner somit die ersten Winzer Kanadas. Gestützt wird diese Annahme auch durch die Klimaforschung, da in dieser Zeit des Frühmittelalters eine kurze Wärmeperiode herrschte.

### Die Neuzeit
Der moderne Weinbau in Kanada ist relativ jung. Als erster Winzer überhaupt gilt Johann Schiller, ein deutschstämmiger Korporal aus der Rheingegend. Schiller pflanzte 1811 die ersten Weinreben am Credit River in Ontario, westlich von Toronto. Er kultivierte die Wildrebsorte Vitis labrusca, die er an diesem Fluss vorfand, auf einem acht Hektar großen Weinberg. Nachteilig an der amerikanischen Wildrebe ist der unangenehme Geschmack, der so genannte Fox-Ton der bei Vitis vinifera, der Wildrebe, die im europäischen Bereich bekannt ist, nicht vorkommt. Dem Weinbau war somit kein großer Erfolg beschieden. Versuche, europäische Sorten allgemein in Nordamerika anzupflanzen, scheiterten an der dort schon immer existierenden Reblaus. In der Folgezeit wurden international mehrere Lösungsansätze für das Reblausproblem bei europäischen Rebsorten ausprobiert. Es wurden beispielsweise Kreuzungen aus Weinen von Vitis vinifera (also allen in Europa bekannten Rebsorten) mit Vitis labrusca durchgeführt. Die daraus entstandenen Neuzüchtungen sind unter dem Oberbegriff Hybridreben oder interspezifische Kreuzungen zusammengefasst. Insbesondere in Frankreich wurden erhebliche Anstrengungen mit Blick auf den europaweiten Reblaus-Befall, der 1863 erstmals beobachtet wurde, unternommen. Der Beweggrund in Europa war die Sicherung der Weinberge und weniger die Geschmacksoptimierung, wie sie auf dem amerikanischen Kontinent angestrebt wurde. Die französischen Resultate sind in einer großen Rebsortenfamilie, der Familie der Seibel-Reben zusammengefasst. Alle Seibelreben haben eine Klassifizierungsnummer (z. B. Seibel 4986 für die Hybridrebe Rayon d’Or). Ein weiterer Versuch war das Veredeln von amerikanischen Unterlagsreben mit europäischen Edelsorten durch Aufpfropfen. Im Verlauf der langjährigen Bemühungen erwies sich die Veredelung auf amerikanischen Unterlagen als der bessere Weg, reblausresistente und qualitativ hochwertige Rebsorten zu erhalten.
1866 entstand der erste Weinbaubetrieb auf der Insel Pelee im Eriesee. Drei Gutsherren aus Kentucky pflanzten acht Hektar Rebfläche mit der Rebsorte Isabella an. Die Resultate waren ermutigend, so dass in den anschließenden 25 Jahren weitere 40 Weinbaubetriebe, davon allein 35 in Ontario, gegründet wurden.

### Weinbau heute
1916 wurde in Kanada die Prohibition eingeführt. Durch geschickte Arbeit der Weinlobby wurde der Wein vom Verbot der alkoholischen Getränke ausgenommen. Allein in Ontario hatten 57 Weinbaubetriebe das Experiment der Prohibition erfolgreich überlebt und wurden lizenziert. Nach den nicht sehr erfolgreichen Bemühungen der Alkoholbekämpfung durch die Prohibition wurde in Kanada das Liquor Board System eingeführt. Es handelte sich dabei um staatliche Verkaufsstellen, denen der Verkauf aller alkoholischen Getränke exklusiv oblag.
Heute werden in Kanada Rot-, Rosé- und Weißweine sowie Schaumweine erzeugt. Die Weine werden überwiegend trocken ausgebaut, ein geringer Anteil entfällt auf Süß- und Dessertweine. Die größten Weinbaugebiete sind die Niagara-Halbinsel in Ontario und das Okanagan Valley in British Columbia. Der überwiegende Anteil der Weine sind Weißweine, doch der Trend geht einer Mode folgend zu Rotweinen. Während 1994 die Menge der ausgebrachten Weißweine mit ca. 43 Millionen Litern fast 3-mal größer war als die Menge des Rotweins (14,3 Millionen Liter), war das Verhältnis beider Mengen zueinander mit 45 Millionen Liter Rotwein und 51,7 Millionen Liter Weißwein im Jahr 2004 fast schon ausgeglichen. Ein Ende dieses Trends ist noch nicht abzusehen.
Trotz eines geringen Anteils an der Gesamtproduktion ist Kanada der weltweit größte Produzent von Eisweinen, hier icewine genannt. Sie sind im eigenen Land sehr beliebt; der mittlere Preis für eine 37,5 cl Flasche liegt bei 40 bis 45 Dollar. Der deutsche Einwanderer und Winzer Walter Hainle stellte die ersten Eisweine 1973 in kleinsten Mengen her. 1978 wurden in Kanada die ersten Weine dieser Art kommerzialisiert. Achtungserfolge erzielten kanadische Eisweine in internationalen Wettbewerben von Bordeaux, Brüssel, Verona und London. Im Jahr 1991 setzte sich ein kanadischer Eiswein, der Inniskillin Vidal Icewine 1989 auf der Weinmesse VinExpo in Bordeaux gegen 4000 Wettbewerber durch und gewann den Grand Prix d'Honneur. Wurden vom Jahrgang 1992 noch ca. 25.000 Flaschen verkauft, so waren es vier Jahre später bereits 120.000 Flaschen. Seit dem Jahr 2002 belaufen sich die Verkaufszahlen relativ konstant auf 435.000 Flaschen à 0,375 Liter.

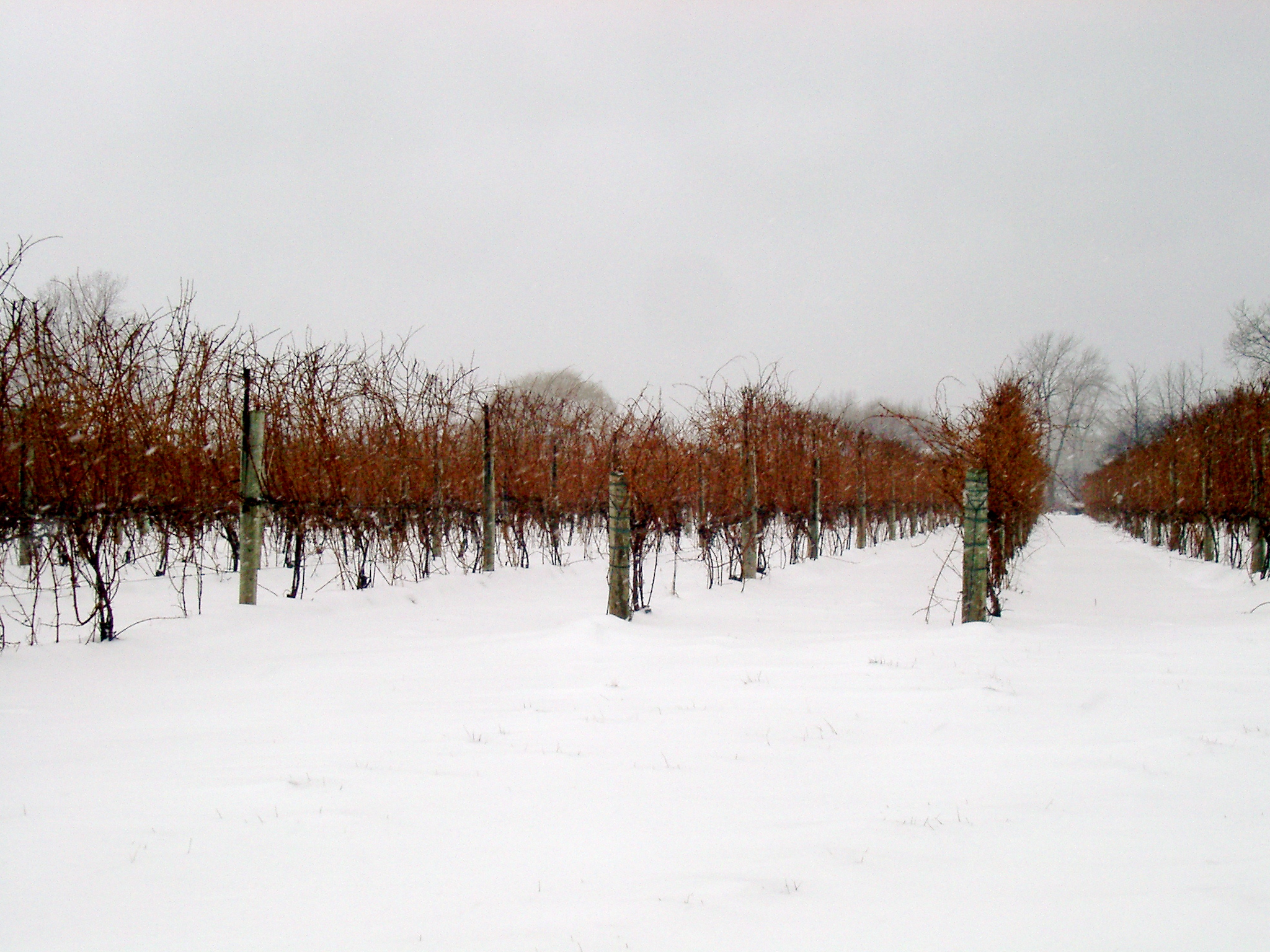
Eisweinfelder im Winter bei Niagara Falls

Kanada ist für den Anbau von Eisweinen prädestiniert, da die Übergangszeit vom trockenen Herbst zum kalten Winter mit Temperaturen von −8 °C bis −13 °C mit hoher Konstanz jedes Jahr wiederkommt. In Deutschland ist es zum Teil schwierig, gesundes Traubengut bis zum ersten kräftigen Frost zu erhalten. Zum anderen muss in Deutschland in der Regel nachts geerntet werden, um die Ernte bei der geforderten niedrigen Temperatur von −7 °C oder kälter bis zur Kelter zu bringen.

### Exportzahlen
Anders als kalifornische oder chilenische Weine sind Weine aus Kanada in Europa bisher wenig bekannt. Die kanadischen Erzeuger sind bestrebt, ihre Exporte in die EU und nach Asien zu verstärken.
| Land   | Menge 2002 | Menge 2003 | Menge 2004 | Menge April 2005 |
| ------ | ---------- | ---------- | ---------- | ---------------- |
| USA    | 483.965    | 1.210.611  | 1.644.552  | 242.500          |
| Taiwan | 766.047    | 884.319    | 319.969    | 25.872           |
| Japan  | 141.153    | 301.625    | 134.380    | 103.151          |
| China  | 50.481     | 102.288    | 164.979    | 31.188           |
| Gesamt | 2.009.281  | 2.915.114  | 2.543.956  | 468.101          |

Quelle: Canadian Vintners; Alle Angaben in Liter
In der aktuell (Mitte 2005) vorliegenden Statistik der Vereinigung Canadian Vintners liegen die Exportzahlen in 56 Ländern vor. Deutschland, die Schweiz und Österreich nehmen in dieser Statistik respektive die Ränge 15, 17 und 43 ein. Für Deutschland ermittelten die Behörden eine jährliche Menge von ca. 10.000 Litern, die Schweiz importierte ca. 4.500 Liter jährlich, während sich die Einfuhren in Österreich nur auf ca. 500 Liter beliefen.
Aus diesen bescheidenen Menge lässt sich schließen, dass der Verkauf im deutschsprachigen Raum noch über vereinzelte Fachhändler abgewickelt wird.

## Klima für den Weinbau in Kanada
Obwohl die überwiegende Zahl der Weinberge Kanadas zwischen dem 41. und 45. Breitengrad und damit geografisch auf der gleichen Höhe wie das italienische Chianti oder das französische Languedoc liegen, haben alle Regionen ein kühles Weinbauklima. Die kontinentale Kälte im Winter sowie unbeständiges Wetter im frühen Frühjahr und zu Ende der Erntezeit im Herbst sind dafür verantwortlich. In der für den Weinbau relevanten Wachstumsphase der Weinrebe von April bis Oktober wird eine durchschnittliche Temperatur (also Tages- und Nachttemperaturen gemittelt) von max. 16 °C erreicht (Vergleich: alle Weinbaugebiete Deutschlands sowie die Champagne, Chablis, Burgund verfügen ebenfalls über ein kühles Weinbauklima. Bordeaux und die nördliche Rhône verfügen über einen Zwischenklimabereich (mittlere Temperaturen von 16 bis 18,5 °C), während Südfrankreich, weite Teile Italiens und Spaniens über ein warmes Weinbauklima (mittlere Temperaturen von 18,5 bis 21 °C) verfügen). Die Sonnenscheindauer dagegen beträgt aufgrund der südlichen Lage bis zu 2400 Stunden pro Jahr. Als Vergleich: im deutschen Weinbaugebiet Mosel-Saar-Ruwer beträgt die mittlere Sonnenscheindauer 1390 Stunden/Jahr; im Jahr 2003 mit dem so genannten Jahrhundertsommer lag dieser Wert bei 1877 Stunden.

## Weingesetzgebung in Kanada
1988 führte die Provinz mit der größten Weinbaufläche Kanadas, Ontario, ein System zur Klassifizierung von Qualitätsweinen ein. Die Vintners Quality Alliance (kurz VQA) lehnt sich an die französischen und italienischen Qualitätssysteme einer Appellation d’Origine Contrôlée (kurz AOC) bzw. einer Denominazione di origine controllata (kurz DOC) an. 1990 übernahm die Provinz British Columbia das System. Die Einhaltung der Kriterien wird durch zwei Regulierungsbehörden, den Wine Council of Ontario (WCO) bzw. den British Columbia Wine Institute (BCWI) überwacht.
Kriterien:
- Bei VQA-Weine müssen die Trauben zu 100 Prozent aus dem jeweiligen Anbaugebiet stammen.
- Bei einer Provinzbezeichnung dürfen sowohl Hybridreben als auch Vinifera-Reben (also europäische Rebsorten) verwendet werden. Die auf dem Etikett genannte Rebsorte muss zu mindestens 75 % im Wein enthalten sein. Auf dem Etikett steht dann Product of Ontario oder Product of British Columbia.
- Bei einer Bezeichnung auf eine spezielle Gegend innerhalb einer Provinz sind nur Vinifera-Reben zugelassen. Die auf dem Etikett genannte Rebsorte muss zu mindestens 75 Prozent im Wein enthalten sein. Bei Jahrgangsangaben muss der Wein zu mindestens zu 90 Prozent aus diesem Jahrgang stammen.
- VQA-Weine werden von einer sechsköpfigen Jury verkostet. Anerkannte Weine dürfen die Bezeichnung VQA auf dem Etikett aufführen. Alternativ kann das schwarze VQA-Siegel aufgebracht werden. Weine, die bei der Verkostung sehr gut abschneiden, dürfen das goldene VQA-Siegel tragen.

## Rebsorten
In Kanada werden viele international bekannte Rebsorten angebaut, darunter die roten Sorten Baco Noir, Cabernet Franc, Cabernet Sauvignon, Gamay, Merlot, Pinot Noir und Syrah sowie die weißen Sorten Chardonnay, Chenin Blanc, Gewürztraminer, Pinot Blanc, Pinot Gris, Riesling, Sauvignon Blanc, Sémillon und Viognier. Die am häufigsten für Eiswein verwendete Rebsorte ist der Riesling, welcher sich in diesem Klima gut eignet, um Süßweine mit entsprechenden Säurespitzen zu entwickeln. Ebenfalls recht weit verbreitet sind die regionalen Rebsorten Lucie Kuhlmann, Maréchal Foch, Aurore, Chancellor, Joannès-Seyve 23-416 und Vidal.
Einen kompletteren Überblick vermitteln die Listen der für den gewerblichen Anbau zugelassenen Sorten. Hierzu zählen auch die nur zwecks Versuchsanbau selektionierten Sorten.
| \| \| Zugelassene weiße Rebsorten \| | \| \| Zugelassene weiße Rebsorten \| | \| \| Zugelassene weiße Rebsorten \| | \| \| Zugelassene weiße Rebsorten \| |
| --- | --- | --- | --- |
| - Abondant - Agria - Alba - Aligoté - Altesse - Aramon Blanc - Aramon Gris - Aranel - Arbane - Arriloba - Arrufiac - Athens - Aubin - Aubin Vert - Aurelia - Aurore - Auxerrois - Bacchus - Bachman’s Early (auch Hubbard genannt) - Baroque - Biancu Gentile - Blanc Dame - Bouquettraube - Bourboulenc - Camaralet de Lasseube - Carcajolo Blanc | - Chardonnay - Chardonnay Musqué - Chasan - Chasselas - Chasselas rose - Chenin Blanc - Clairette Blanche - Clairette Rose - Clarin - Claverie - Colombard - Colombaud - Courbu - Crouchen - Ehrenfelser - Elbling - Faberrebe - Folle Blanche - Freisamer - Furmint - Garganega - Genovèse - Gewürztraminer | - Goldburger - Goldriesling - Graisse - Grenache Blanc - Grenache Gris - Gringet - Grolleau Gris - Gros Manseng - Gros Vert - Grüner Veltliner - Jacquère - Kerner - Knipperlé - Lauzet - Len de l’El - Liliorila - Listán - Macabeo - Madeleine Angevine - Madeleine Sylvaner - Marsanne blanche - Matsvani - Mauzac - Mauzac Rose - Mayorquin | - Melon de Bourgogne - Merlot Blanc - Meslier-Saint-François - Molette - Mondeuse Blanche - Montils - Morio-Muscat - Müller-Thurgau oder Riesling x Sylvaner - Muscadelle - Muscat à Petits Grains Blancs - Muscat à Petits Grains Roses - Muscat à Petits Grains Rouges - Muscat d’Alexandrie - Muscat de Hambourg - Muscat Ottonel - Ondenc - Optima - Oraniensteiner - Ortega - Pagadebiti - Pascal Blanc - Perdea - Perle of C'saba (auch Pearl of C'saba) - Petit Courbu - Petit Manseng |
| | Zugelassene weiße Rebsorten | | |

| \| \| Zugelassene rote Rebsorten \| | \| \| Zugelassene rote Rebsorten \| | \| \| Zugelassene rote Rebsorten \| | \| \| Zugelassene rote Rebsorten \| |
| --- | --- | --- | --- |
| - Abouriou - Alden - Aleatico - Alicante Bouschet - Alicante de Provence - Alpha - Alwood - Arinarnoa - Arrouya - Aubun - Bachet Noir - Baco Noir - Barbaroux - Béclan - Béquignol - Blauburger - Blaufränkisch - Bouchalès - Bouillet - Brachet - Brun Argenté - Cabernet Franc | - Cabernet Sauvignon - Caladoc - Calitor - Carcajolo Noir - Carménère - Castets - Chatus - Chenanson - Cinsault - Corvina Veronese - Cot - Counoise - Courbu Noir - Dolcetto - Dornfelder - Dunkelfelder - Egiodola - Ekigaïna - Étraire de la Dui - Fer Servadou | - Feunate - Franc Noir de la Haute Saône - Fuella Nera - Gamay - Gamay de Bouze - Gamay de Chaudenay - Gamay Fréaux - Ganson - Gouget Noir - Gramon - Grassen - Grenache - Grolleau - Helfensteiner - Heroldrebe - Joubertin - Lledoner Pelut - Mancin - Manseng Noir - Marselan | - Mérille - Merlot - Milgranet - Mollard - Mondeuse - Monerac - Morescono - Mourvaison - Mourvèdre - Mouyssaguès - Muscardin - Nebbiolo - Négrette - Nielluccio - Noir Fleurien - Persan |
| | Zugelassene rote Rebsorten | | |

Quelle:
Siehe auch: Rebsorte, Liste von Rebsorten

## Weinbauregionen in Kanada

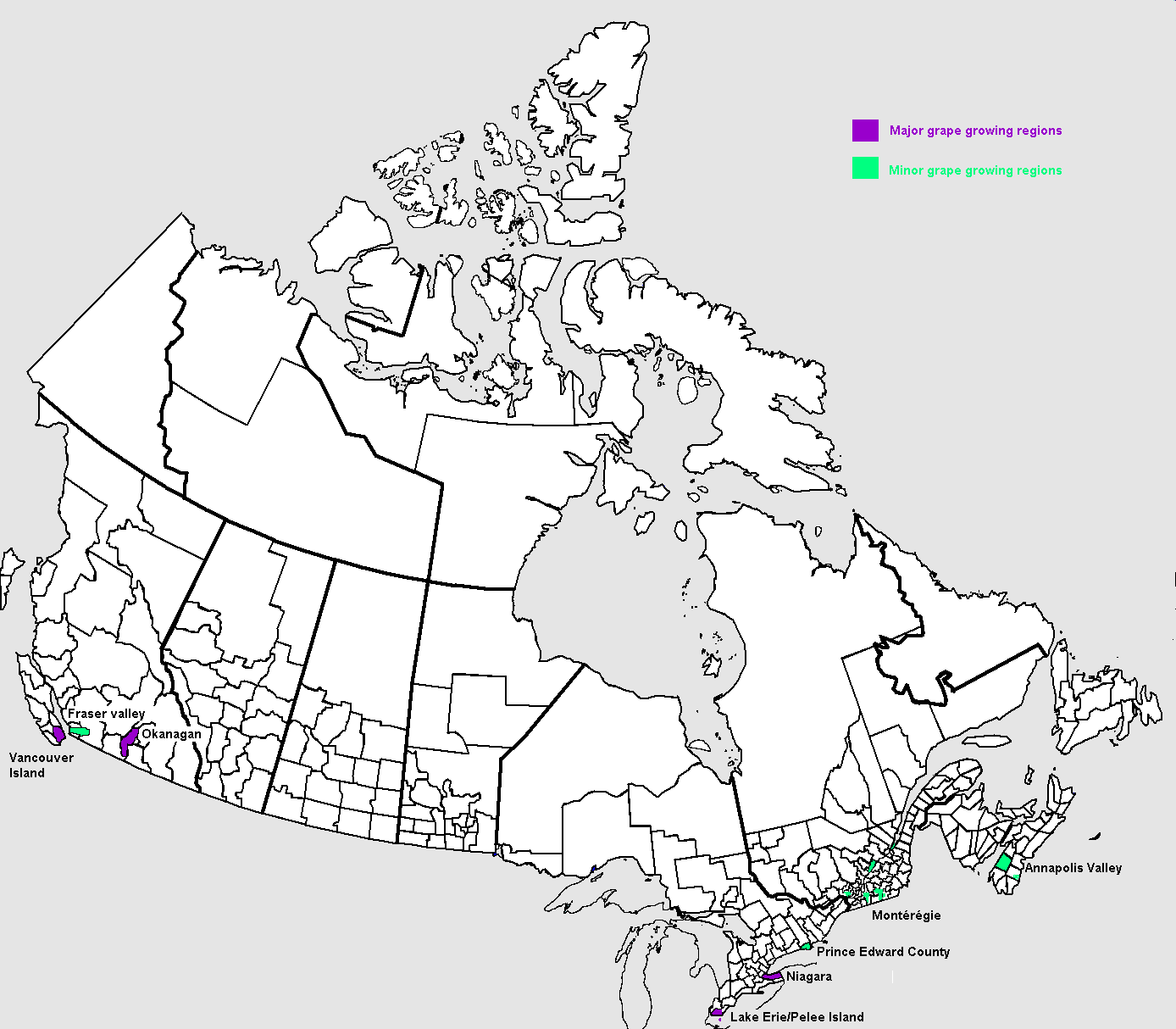
Weinanbaugebiete in Kanada

### Nova Scotia
Nova Scotia, die Halbinsel an der Ostküste Kanadas, verfügt im Annapolis Valley in der Nähe der Fundybucht trotz ungünstiger Voraussetzungen jenseits des 45. Breitengrads über ca. 100 ha Rebfläche. 22 Winzer haben überwiegend sehr frostresistente Rebsorten wie die französischen Hybridreben Baco Noir, Maréchal Foch, Castel 19637, DeChaunac, Léon Millot und Seyval Blanc sowie zwei russische Hybridreben auf Basis der Urrebe Vitis amurensis Mischurnitz und Severny gepflanzt. Kleine Bestände der Sorte Geisenheim 318-57 stehen ebenfalls in Ertrag.

### Québec
In der Nähe des Sankt-Lorenz-Stroms zwischen Montreal und Québec (Stadt) bei der Stadt Durham bemühen sich ca. 26 Kellereien auf fast 300 ha Rebfläche, Wein aus Hybridreben herzustellen. In der Provinz Québec ist das Klima grundsätzlich kontinental mit warmen und feuchten Sommern sowie sehr kalten Wintern. Während der frostfreien Zeit fallen ca. 900 mm/Jahr Niederschläge. Im Winter werden Temperaturen von −30 °C gemessen. Daher wird nach der Ernte während des Monats November die Erde zwischen den Rebzeilen gegen die Rebstöcke gedrückt. So formt man etwa 40 Zentimeter hohe und 50 Zentimeter breite Hügel, die den Rebstock vor zu starkem Frost schützen. Bei Messungen im Jahr 1998 betrug die Temperatur innerhalb eines Hügels in 20 Zentimeter Tiefe −6 °C; die Außentemperatur betrug −34 °C. Ende April bis Anfang Mai werden diese Hügel wieder abgetragen. Aufgrund der widrigen Umstände sowie der kurzen Vegetationszeit werden fast ausschließlich Hybridreben angepflanzt. Die wichtigsten Anbaugebiete sind:
- Québec (sechs Kellereien)
- Lanaudière (eine Kellerei)
- Canton de l’est (neun Kellereien)
- Montérégie (zehn Kellereien)
- Basses laurentides (drei Kellereien)

Verkauft wird fast exklusiv ab Kellertür. Neuerdings darf auch direkt an Restaurants der Region geliefert werden. Der touristische Aspekt der Kellereien spielt für die Region eine bedeutendere Rolle als der Wein selbst.

### Ontario

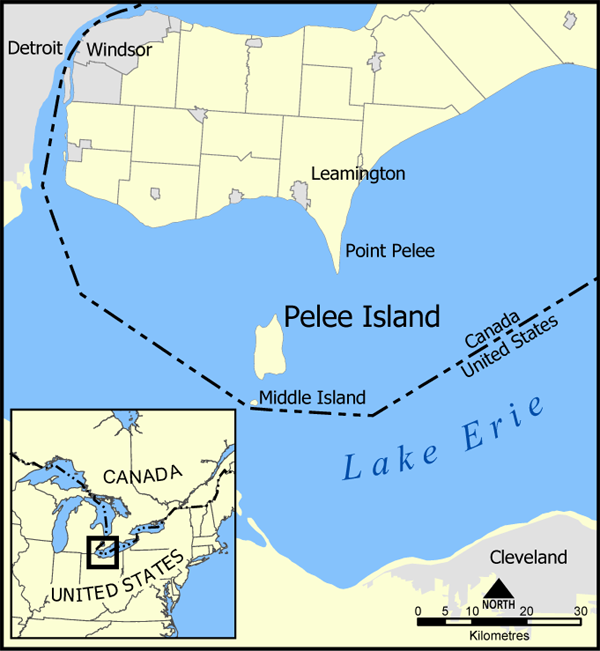
Lage Pelee Island im Eriesee

Das Klima wird in den Weinbauregionen der Provinz Ontario durch die Wassermassen des Eriesees und des Ontariosees beträchtlich gemildert. Ontario ist die mit 6070 ha mit Abstand bedeutendste Weinbauprovinz Kanadas. Etwa 90 Weinbaubetriebe bieten ca. 5300 direkte und indirekte Arbeitsplätze. In Ontario werden folgenden Regionen unterschieden:
Niagara-Halbinsel
Die Anbaugebiete finden sich zwischen Hamilton und den Niagarafällen sowie am Südufer des Ontariosees. Es werden immer noch neue Gebiete erschlossen, die sich in Richtung Toronto nordwestwärts bewegen. Auf US-amerikanischer Seite des Niagara River schließt die Herkunftsbezeichnung Niagara Escarpment AVA an.
Pelee Island
Die kleine Insel im Eriesee ist Kanadas südlichste Landmasse und bietet eine lange, frostfreie Zeit. Auch die isolierte Insellage kommt dem Wein zugute, da das Wasser des Eriesees die Temperaturen insbesondere während der Herbstzeit erheblich mildert. Seit den 1980er Jahren wurden die Bemühungen um den Weinbau intensiviert.
Lake Erie North Shore
Die Region war die früheste und aktivste Kanadas bis Ende des neunzehnten Jahrhunderts. Nach einer langen Zeit der Lethargie wächst die Zahl der Winzer in der Designated Viticultural Area, die sich um die Wiederherstellung des alten Erfolges bemühen.
Prince Edward County
Die neueste Anbauregion Ontarios hat eine ähnlich lange Wachstumsphase wie die der Niagara-Region, aber etwas kältere Winter. Die Weinberge dieser am Nordufer des Ontariosees gelegenen Halbinsel profitieren vom ausgleichenden Effekt des Sees auf das Mikro-Klima.
Das Weingut Royal DeMaria Vineyards auf der Niagara-Halbinsel dürfte sicherlich die mit Abstand teuersten Weine Kanadas erzeugen. Das Gut bietet schon seit einigen Jahren preisgekrönte Eisweine in limitierter Auflage zu Preisen zwischen 1000 und 4000 Euro an. Für den ab dem Jahr 2006 vermarkteten Chardonnay Icewine des Jahrgangs 2000 erwartet das Gut einen Preis von ca. 20.000 Euro je 0,375 Liter Flasche. Die Auflage liegt bei 48 Flaschen (Quelle: Decanter).

### British Columbia

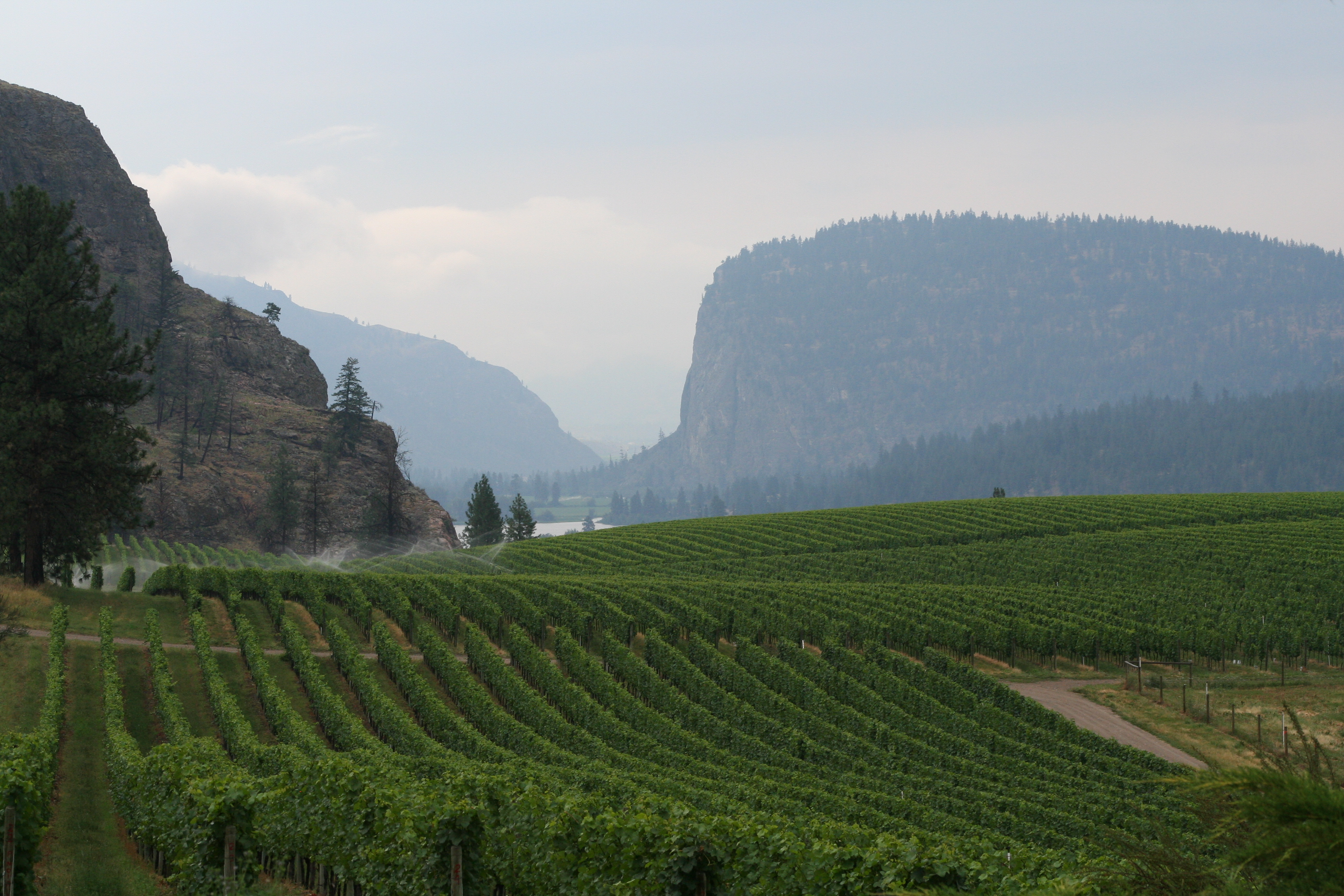
Weinbau bei Blue Mountain, British Columbia

Die wichtigen Weinbaugebiete der westlichsten Provinz Kanadas, British Columbia, sind das Okanagan Valley sowie das Similkameen Valley in der Nähe des Okanagansees. Es gibt hier seit 1990 das British Columbia Wine Institute (BCWI), das zur Aufgabe hat, die Qualität des Weins aus der Provinz zu steigern und die Anforderungen für die Zertifizierung der Weine festzulegen. Das BCWI repräsentiert über 90 Prozent der Weinproduktion der Provinz. Das Okanagan Fall Wine Festival findet jährlich im Herbst statt und erfreut sich großer Beliebtheit.
Bei der Auswahl geeigneter Rebsorten sowie deren optimaler Anzuchtmethode spielte der deutsche Önologe Helmut Becker von der Rebzuchtanstalt Geisenheim eine wichtige Rolle.
- Okanagan Valley
- Vancouver Island
- Fraser Valley